# Fukuoka SoftBank Hawks
Fukuoka SoftBank Hawks (福岡ソフトバンクホークス Fukuoka Sofutobanku Hōkusu) là một câu lạc bộ bóng chày chuyên nghiệp tại Fukuoka, tỉnh Fukuoka, Nhật Bản. CLB là thành viên chi giải Pacific League thuộc Giải Bóng chày chuyên nghiệp Nhật Bản (NPB). Thành lập năm 1938 với tên gọi Câu lạc bộ Bóng chày Nankai, và là đội bóng chuyên nghiệp đầu tiên trong vùng Kansai ngụ tại khu vực Osaka, câu lạc bộ trải qua nhiều lần đổi tên trước khi cố định với tên gọi Nankai Hawks từ năm 1947 cho tới khi đổi chủ sở hữu và chuyển tới Fukuoka lần lượt vào năm 1988 và 1989. Từ đây, câu lạc bộ mang tên Fukuoka Daiei Hawks cho tới khi quyền sở hữu được chuyển sang SoftBank Group vào năm 2005, và đổi tên thành Fukuoka SoftBank Hawks cho tới nay. Từ 1993, CLB Hawks lấy sân Mizuho PayPay Dome Fukuoka làm sân nhà, với sức chứa 40,142 chỗ.
Hawks thường được xem là một trong những CLB thành công tại Pacific League, CLB bóng chày giàu nhất thế giới xét về tiềm lực tài chính của chủ sở hữu SoftBank Group,, và sở hữu số trận thắng nhiều thứ hai trong số các đội thể thao tại Nhật Bản, chỉ xếp sau Yomiuri Giants. Hawks cũng đã vô địch Pacific League và dành quyền vào tranh Nippon Series 20 lần, trong đó có 11 lần chiến thắng. Ngoài ra họ cũng vô địch Giải bóng chày quốc gia Nhật Bản tiền thân vào các năm 1946 và 1948 khi còn thi đấu ở Osaka. Trong số 11 danh hiệu Nippon Series của, có bảy danh hiệu vô địch đạt được trong giai đoạn từ 2011 đến 2020, với lần gần nhất giành cờ hiệu vô địch Pacific League và vô địch Nippon Series lần lượt vào các năm 2024 và 2020. Họ là CLB giàu thành tích thứ nhì Pacific League và thứ ba toàn giải NPB, xếp sau Saitama Seibu Lions và Yomiuri Giants.
Hawks từng trải qua một cơn khát danh hiệu Nippon Series 35 năm từ 1964, và khát danh hiệu Pacific League từ 1973, đến 1999, mặc dù đã chuyển CLB tới Fukuoka. Danh hiệu đã đến vào năm 1999, với việc bổ sung nhân sự trong đội hình trong 5 năm dưới triều đại của HLV trưởng và vua home run Oh Sadaharu. Dưới sự quản lí của Oh (trên cương vị HLV trưởng và sau là chủ tịch), Daiei, hay sau này là SoftBank Hawks đã chú trọng việc đào tạo cầu thủ trẻ và áp dụng phân tích dữ liệu trong huấn luyện và chiến thuật để trở thành một ông lớn thực sự của bóng chày Nhật Bản, với nòng cốt là tay đạp hạng nặng Yanagita Yuki  và các tay ném chủ công Senga Kodai  và Wada Tsuyoshi , với kết quả là chức vô địch Nippon Series vào các năm 2003, 2011, 2014, 2015, 2017, 2018, 2019 và 2020, giúp họ trở thành đội đầu tiên giành danh hiệu trên nhiều hơn 3 lần liên tiếp kể từ Yomiuri Giants trong ách thống trị 1965–1973 .
Tính tới hết mùa giải 2024, thành tích thắng thua trong lịch sử CLB Hawks là 5,707 thắng – 5,049 bại – 405 hòa (tỉ lệ chiến thắng 0,531).